# Filipe de Souza
Filipe Clemente de Souza (Macau, 26 oktober 1976) is een Macaus autocoureur.

## Carrière
De Souza nam tussen 2000 en 2003 deel aan de Macau Hotel Fortuna Trophy, waarin een vierde plaats in 2003 zijn beste resultaat was. Sinds 2003 neemt hij ook deel aan het Macau Touring Car Championship, waarbij een derde plaats in het kampioenschap in 2009 zijn beste resultaat was.
In 2011 maakt De Souza zijn debuut in het World Touring Car Championship. In een Chevrolet Lacetti rijdt hij voor Corsa Motorsport zijn thuisrace op het Circuito da Guia. In de eerste race eindigde hij als vijftiende, maar in de tweede race wist hij de finish niet te halen. In 2012 neemt hij naast zijn thuisrace ook deel aan de race op het Shanghai International Circuit, nu voor het team China Dragon Racing. Een veertiende positie in de tweede race in Macau was zijn beste resultaat. In 2013 nam hij naast deze twee races ook deel aan de race op het Suzuka International Racing Course. Ditmaal was een vijftiende plaats in de tweede race in Macau zijn beste resultaat.